# Nicolás García Saiz
Nicolás García Saiz (Madrid, 18 de junio de 2002) es un deportista español que compite en natación. Entrena en el Club Deportivo Gredos San Diego de Madrid.
En el Campeonato de España de Primavera de Natación de 2021 obtuvo tres medallas, oro en los 100 m espalda, oro en los 200 m espalda y bronce en 200 m estilos. Participó en los Juegos Olímpicos de Tokio 2020, ocupando el octavo lugar en la prueba de 200 m espalda.